# Leptanilloides sculpturata
Leptanilloides sculpturata är en myrart som beskrevs av Brandao, Diniz, Agosti och Delabie 1999. Leptanilloides sculpturata ingår i släktet Leptanilloides och familjen myror. Inga underarter finns listade i Catalogue of Life.

## Bildgalleri

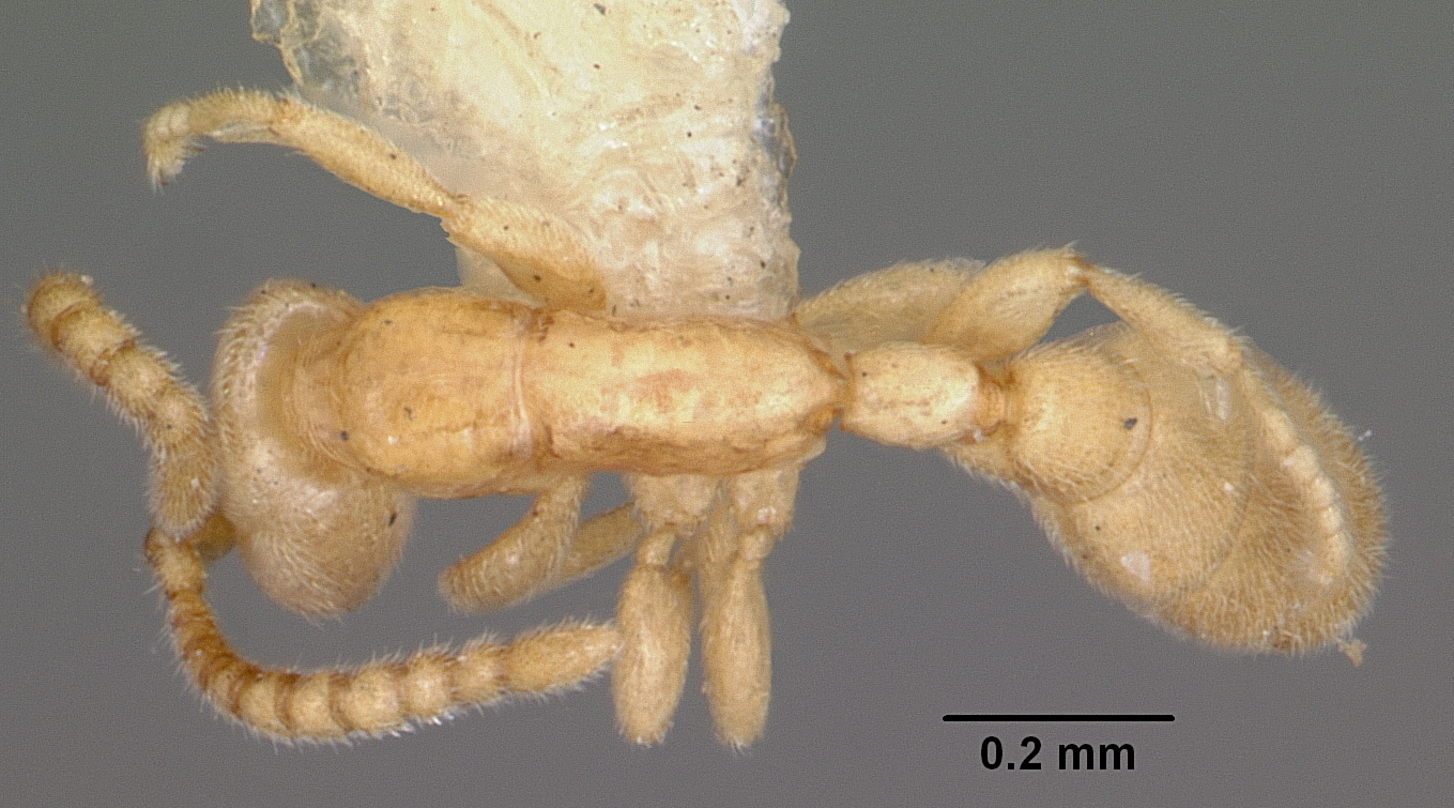
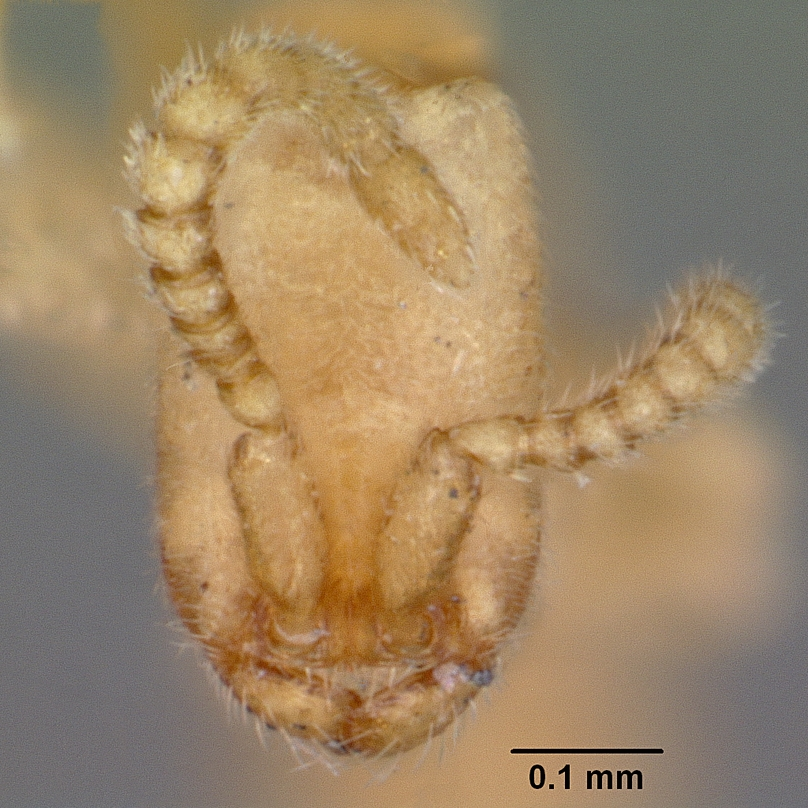
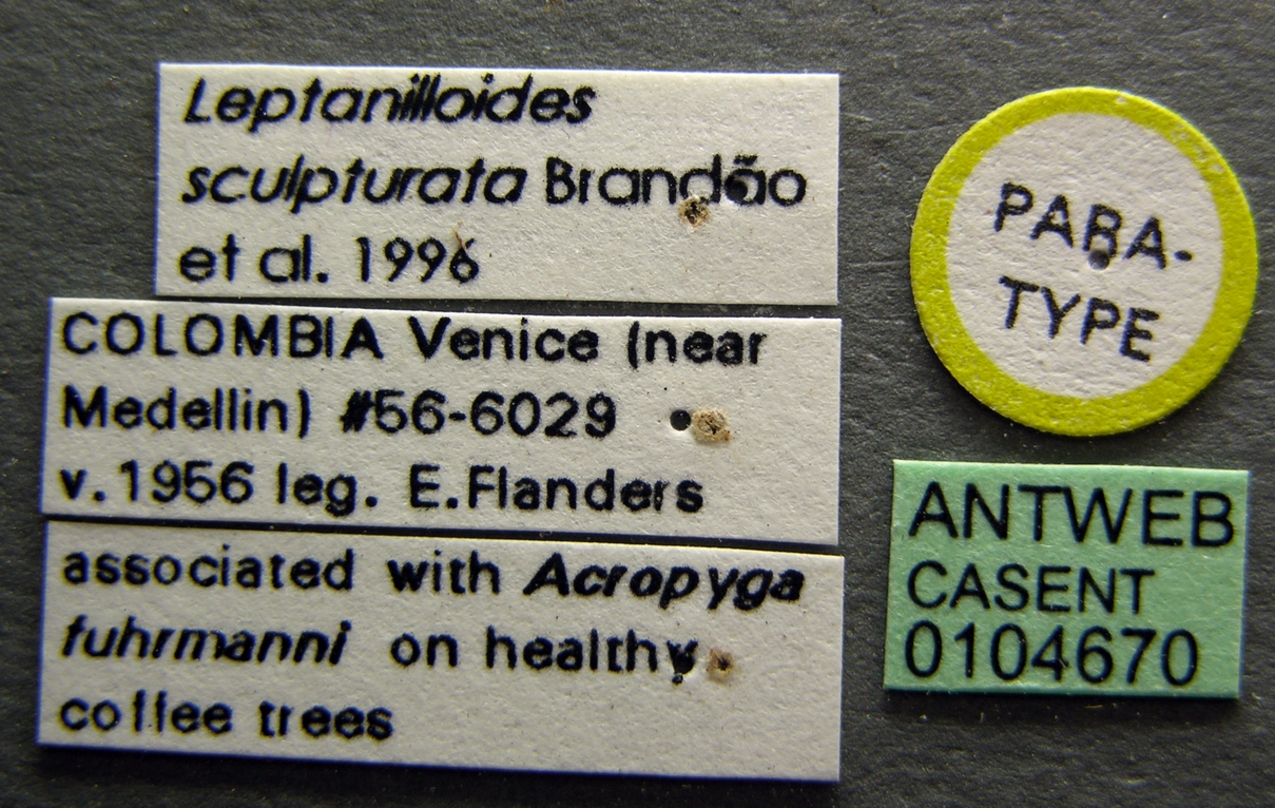
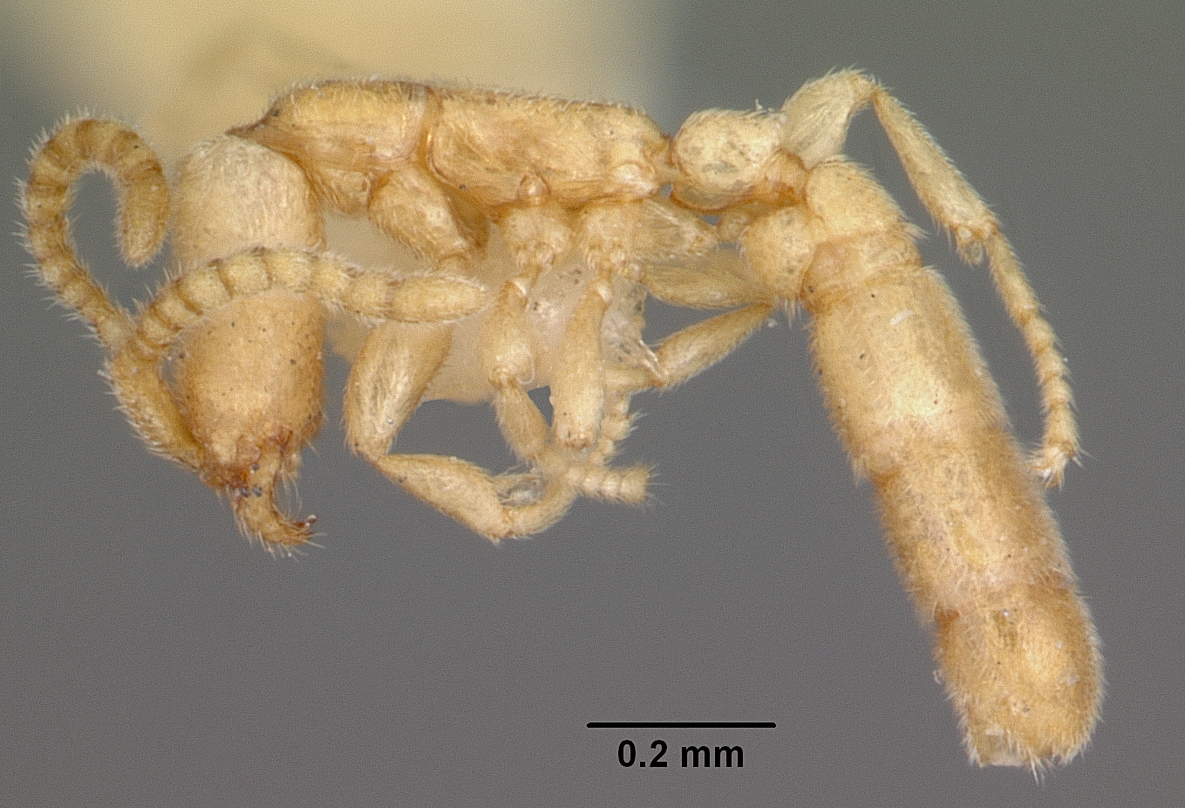